# دوري كرة القدم الغربي 1984–85
دوري كرة القدم الغربي 1984–85 (بالإنجليزية: 1984–85 Western Football League)‏ هو موسم من دوري كرة القدم الغربي ‏. فاز فيه Saltash United F.C. ‏.